# Пижмиця

Пижмиця також відомий за назвами пижмак, табачник, верб'янка, пахущик (лат. Aromia Audinet-Serville, 1833) — рід жуків з родини Скрипунових.  На території України поширений лише один вид — Пижмиця пахуча (Aromia moschata Linnaeus, 1758), внесений до IV видання Червоної книги України (2021 р.). Aromia bungii Faldermann, 1835 — чужорідний інвазійний вид у Європі, що завдає значної шкоди фруктовим садам і міським зеленим насадженням.

## Види
До роду Пижмиця належать такі види:
1. Aromia bungii Faldermann, 1835
2. Aromia malayana Hayashi, 1977
3. Пижмиця пахуча — Aromia moschata (Linnaeus, 1758)
4. Aromia orientalis Plavilstshikov, 1933